# Mișcarea Națională Fascistă Italo-Română
Mișcarea Națională Culturală și Economică Italo-Română a fost o mișcare fascistă activă în România în anii 1920. Aceasta a fost fondată de Elena Bacaloglu, și a fuzionat în anul 1923 cu Fascia Națională Română, formând Mișcarea Națională Fascistă.